# Andrea Buršová
Andrea Buršová (* 17. dubna 1982 Brandýs nad Labem) je česká herečka, zpěvačka a šansoniérka. Její nejznámější rolí je Tereza v seriálu Život a doba soudce A. K.. Byla členkou Divadla Husa na provázku, od roku 2014 je členkou souboru Švandova divadla na Smíchově. Jako zpěvačka vydala v roce 2012 album Most a v roce 2012 Nůž na ticho.

## Životopis
V roce 2006 vystudovala činoherní herectví na Divadelní fakultě Janáčkovy akademie múzických umění v Brně. Ihned po absolvování vstoupila v roce 2006 do angažmá brněnského Divadla Husa na provázku. Působila ve vídeňském divadle Theater Brett, kde účinkovala v šansonových večerech. V roce 2012 vydala šansonové album s názvem Nůž na ticho. Na albu spolupracovala se skladatelem Zdenkem Králem a Indigo Quartetem, se kterými se sešla již v roce 2010 při interpretaci zhudebnění básní od Jana Skácela a posléze vydali album Most.
V roce 2014 vstoupila do angažmá pražského Švandova divadla. V tom samém roce se představila televizním divákům v roli zapisovatelky Terezy v seriálu České televize, Život a doba soudce A. K..

## Divadelní role, výběr
- 2015 Dodo Gombár, Roman Sikora, Roman Holý: Popeláři, Marie, Švandovo divadlo, režie Dodo Gombár
- 2015 Martina Kinská: Pankrác '45, židovka Julie, Švandovo divadlo, režie Martina Kinská
- 2016 Ian McEwan: Betonová zahrada, Sue, Švandovo divadlo, režie Dodo Gombár

## Filmografie
| Rok  | Název                     | Role   | Poznámky                            |
| ---- | ------------------------- | ------ | ----------------------------------- |
| 2007 | Četnické humoresky        |        | televizní seriál, epizoda: „Poklad“ |
| 2009 | Muži v říji               |        |                                     |
| 2014 | Život a doba soudce A. K. | Tereza | televizní seriál                    |